# Stylaster brochi
Stylaster brochi är en nässeldjursart som först beskrevs av Fisher 1938.  Stylaster brochi ingår i släktet Stylaster och familjen Stylasteridae. Inga underarter finns listade i Catalogue of Life.